# Cathexis
Trong Phân tâm học, thuật ngữ Cathexis, còn gọi là đầu tư xung năng hay tích lũy năng lượng tinh thần , được xác định như một quá trình đầu tư năng lượng tinh thần hoặc cảm xúc vào một người, một đối thể (có thể là vật vô sinh hoặc sinh vật) hoặc một ý niệm. Thuật ngữ này thường dễ bị nhầm với Catharsis (Liệu pháp Thanh tẩy).